# ستيلتون
ستيلتون هو جبن إنجليزي يُنتَج بنوعين: الأزرق، ويُضاف إليه فطر بنيسيليوم روكفورتي لإضفاء رائحة وطعم مميزين، والأبيض، الذي لا يُضاف إليه هذا الفطر. وقد حصل كلا النوعين على وضعية "تسمية المنشأ المحمية" (PDO) من قبل المفوضية الأوروبية، مما يعني أن الجبن لا يمكن أن يُطلق عليه اسم "ستيلتون" إلا إذا تم إنتاجه في إحدى ثلاث مقاطعات فقط، وهي ديربيشير، ليسترشير، ونوتنغهامشير.
ويحمل الجبن اسم قرية ستيلتون، الواقعة حاليًا في مقاطعة كامبريدجشير، والتي كان يُباع فيها الجبن منذ زمن بعيد، إلا أنه لا يُمكن تصنيع جبن ستيلتون في هذة قرية لأنها ليست تابعة لأي من المقاطعات الثلاث المسموح بها
يؤكل جبن ستيلتون الأزرق غالبًا مع الكرفس أو الكمثرى، ويُضاف عادةً إلى شوربة الخضروات، وخاصةً شوربة الكرفس الكريمية أو البروكلي. كما يؤكل أيضًا مع أنواع مختلفة من البسكويت المملح أو الخبز. ويمكن استخدامه لصنع صلصة الجبن الأزرق تُقدَّم فوق شرائح اللحم، أو يُفتّت فوق السلطات.
تقليديًا، يُقدَّم نبيذ الشعير أو نبيذ بورت مع ستيلتون الأزرق، كما أنه يتماشى جيدًا مع نبيذ الشيري الحلو أو نبيذ ماديرا. و يُؤكل هذا الجبن تقليديًا خلال عيد الميلاد (الكريسماس). ويتكوَّن القشر الخارجي للجبن طبيعيًا أثناء عملية التعتِيق، وهو صالح للأكل، على عكس قشور بعض أنواع الجبن الأخرى
أما ستيلتون الأبيض، فلا يُضاف إليه فطر [بنيسيليوم روكفورتي]]، الذي يؤدي إلى تكوّن العروق الزرقاء المميزة لجبن ستيلتون الأزرق. ويتميّز ستيلتون الأبيض بقوام مفتت وكريمي وذو نسيج مفتوح، ويُستخدم الآن على نطاق واسع كقاعدة يُمزج معها المشمش، الزنجبيل، الحمضيات، أو الفواكه المجففة لصناعة أجبان الحلوى، كما استُخدم أيضًا كنكهه في بعض أنواع الشوكولاتة. 